# Conseil social du mouvement sportif
Pour les articles homonymes, voir cosmos.
Le conseil social du mouvement sportif (COSMOS), créé le 23 janvier 1997, est l'organisation patronale du sport en France qui représente aussi bien le mouvement sportif, que le sport professionnel, les loisirs marchands et l'événementiel sportif. Il est plus couramment désigné par son seul sigle.

## Histoire

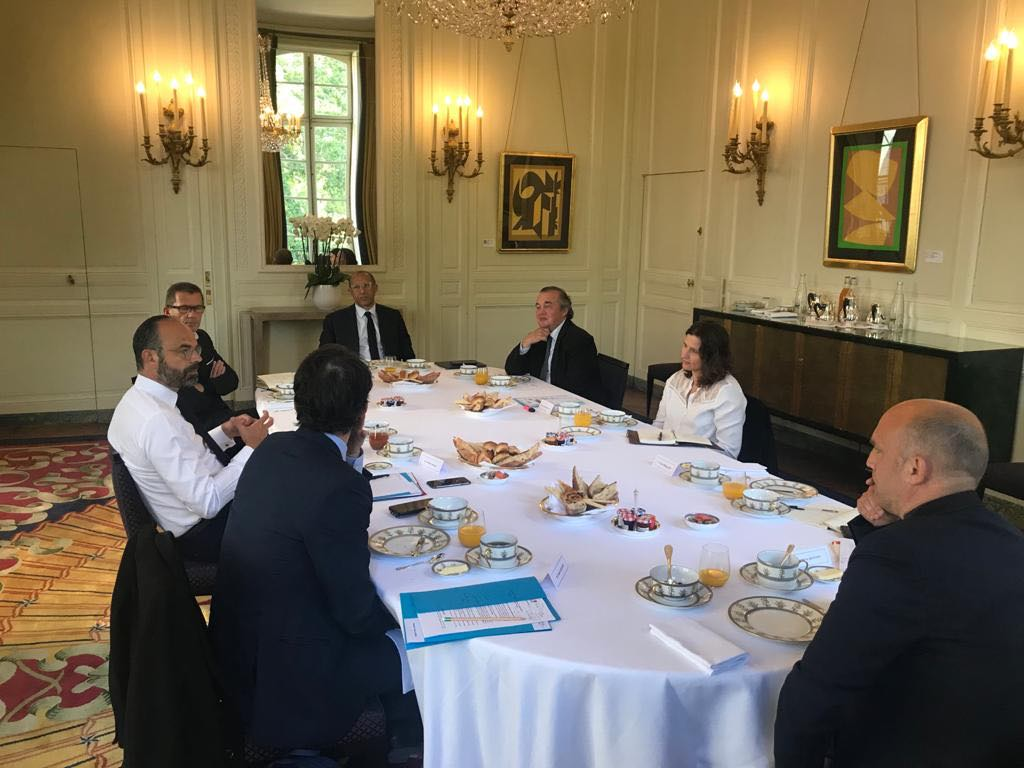
Philippe Diallo, président du COSMOS, rencontre Édouard Philippe et Roxana Maracineanu, le 14 mai 2020 à Matignon afin d'évoquer la situation de crise du sport.

Le conseil social du mouvement sportif est fondé le 23 janvier 1997 sous le statut d'association loi de 1901. Ses membres fondateurs sont le Comité national olympique et sportif français (CNOSF), l'Union nationale des centres sportifs de plein air (UCPA), la Fédération française de basket-ball (FFBB), la Fédération française de cyclisme (FFC), la Fédération française d'équitation (FFE), la Fédération française de football (FFF), la Fédération française de golf (FFG), la Fédération française de judo, jujitsu, kendo et disciplines associées (FFJDA), la Fédération française de rugby (FFR), la Fédération française de tennis (FFT), la Fédération française de voile, la Fédération française handisport (FFH), le Comité régional olympique et sportif de Franche-Comté, la Fédération française des clubs omnisports (FFCO), le Lille Université Club, le Racing Club de France, la VGA Saint-Maur, le club omnisports des Ulis et l'Entente sportive de Nanterre.
Le COSMOS a été créé notamment dans le but d’initier et de développer le dialogue social dans la branche du sport,. Fruit du dialogue entre le COSMOS et les partenaires sociaux du secteur, la convention collective nationale du sport (CCNS) voit le jour le 7 juillet 2005 et est étendue le 21 novembre 2006,,,.
En 2003, il participe à la fondation de l'European Association of Sport Employers (EASE) qui représente les employeurs du sport en Europe et dont il est l'un des fondateurs,. Philippe Diallo en prend la présidence en 2019 en sa qualité de représentant du COSMOS.
En 2019, le COSMOS prend part à la création de l'Agence nationale du sport (ANS) et intègre son collège économique en tant que membre fondateur dans le cadre de la transformation du modèle de gouvernance du sport français. Cette représentation s'est déclinée au niveau territorial à partir de 2021 avec la mise en œuvre progressive des conférences régionales du sport.
La crise liée à la pandémie de Covid-19 voit le COSMOS sollicité depuis mars 2020 pour porter la voix et les intérêts d'un secteur sinistré auprès des pouvoirs publics,. Le COSMOS représente notamment le sport et ses entreprises au sein de la cellule de continuité économique mise en place par le ministre de l'économie, Bruno Le Maire,. L'organisation mène également des enquêtes régulières visant à mesurer l'impact économique et social de la crise sur les employeurs du secteur sport,,,, et relaie l'ensemble des mesures de soutien disponibles pour les entreprises sinistrées.

## Missions
Le COSMOS rassemble les entreprises du secteur du sport : le sport associatif et fédéral, le sport professionnel, l'événementiel sportif et les loisirs marchands.
Il a principalement pour objet de représenter et porter les intérêts de ses adhérents auprès des pouvoirs publics (gouvernement, parlement), de négocier la convention collective nationale du sport (CCNS), de contribuer aux côtés des autres partenaires sociaux à la définition de la politique emploi-formation de la branche et d'accompagner les employeurs du sport dans la professionnalisation de leur structure, notamment par l'intermédiaire d'un accompagnement en droit social.
Sa gouvernance s'articule autour de trois collèges d'adhérents. Un premier collège regroupe les acteurs du mouvement sportif et fédéral, le deuxième collège rassemble les acteurs du sport professionnel et le troisième collège représente les entreprises des loisirs marchands et de l'événementiel sportif.
Le COSMOS représente les acteurs économiques du sport français à l'Agence nationale du sport, au bureau de l'Union des employeurs de l'économie sociale et solidaire (UDES) ou encore au conseil d'administration de l'Afdas.

## Gouvernance

### Composition
La gouvernance du COSMOS s'organise autour d'un Conseil national élu par l'assemblée générale pour quatre ans. Il est composé des représentants des organisations suivantes : 
- Collège 1 : Comité national olympique et sportif français, Comité d'organisation des Jeux olympiques et paralympiques d'été de 2024, Fédération française de football, Fédération française de rugby, Fédération française de handball (FF Handball), Fédération française de basket-ball, Fédération française d'athlétisme (FFA), Fédération française de gymnastique (FFG), Union nationale des centres sportifs de plein air, Fédération française de tennis, Fédération française de badminton( FFBaD), Fédération française de motocyclisme (FFM), Fédération française de voile, Fédération française de la montagne et de l'escalade (FFME), Fédération française des clubs omnisports, Profession sport et loisirs, comité régional olympique et sportif Nouvelle Aquitaine, comité régional olympique et sportif Grand Est, Sporsora ;
- Collège 2 : Union des clubs professionnels de football (UCPF), Première Ligue, Union des clubs professionnels de handball (UCPH), Union nationale des clubs professionnels de basket (UCPB), Union des clubs professionnels de rugby (UCPR), Union des clubs des championnats français de football (U2C2F), Union des clubs professionnels de volley-ball (UCPVB) ;
- Collège 3 : Fédération française d'études et de sports sous-marins (FFESSM), Vert Marine, Amaury Sport Organisation (ASO), Institut de formation du football et Automobile Club de l'Ouest (ACO).

Le bureau national est élu par le conseil national et est composé des représentants des organisations suivantes : Union des clubs professionnels de football, Comité national olympique et sportif français, Union nationale des clubs professionnels de basket, Comité d'organisation des Jeux olympiques et paralympiques d'été de 2024, Fédération française de tennis, Union des clubs professionnels de handball, Union des clubs professionnels de rugby, Fédération française de gymnastique, Union nationale des centres sportifs de plein air, Vert Marine et Automobile Club de l'Ouest.

### Présidents
Depuis sa création le COSMOS a connu trois présidents :
- François Alaphillipe (de 1997 à 2007), président de la Fédération française de cyclisme ;
- Jean Di Meo (de 2007 à 2013), secrétaire général de la Fédération française des clubs omnisports ;
- Philippe Diallo[28] (depuis 2013), directeur général de l'Union des clubs professionnels de football, puis président de la FFF.

## Représentativité
La mesure de la représentativité patronale dans la branche du sport effectuée par la Direction générale du Travail (DGT) en 2017 a établi que le COSMOS est représentatif à 97,15 %.
En 2020, le COSMOS déclare +7 000 adhérents cumulant plus de 65 000 salariés dans le secteur du sport.